# Shikahogh-Reservat
Das Shikahogh-Reservat liegt im Süden Armeniens an der Grenze zu Aserbaidschan.
Es umfasst eine Fläche von 100 km² und wurde im Jahr 1958 vor allem zum Schutz der Wälder gegründet.

## Landschaft
Das Schutzgebiet umfasst Höhenlagen zwischen 700 und 2400 m, wobei Eichen-dominierte Laubwälder als Lebensraum vorherrschen. Diese Wälder werden vom relativ feuchten Klima begünstigt und kommen oberhalb einer Höhe von etwa 1000 m vor. Über den Wäldern, etwa in Höhen von 2200 m und mehr dominieren Gebirgsgrasländer. Zwischen beiden Lebensraumtypen gibt es einen breiten Übergangsbereich. Die beiden wichtigsten Flüsse sind der Tsav und der Shikahogh.
Im Osten grenzt auf dem Gebiet des Aserbaidschan das Basutchay-Reservat direkt an das Shikahogh-Reservat an. Wenige Kilometer südöstlich davon auf der gegenüber liegenden Seite des Aras-Flusses im Iran liegt das Arasbaran-Schutzgebiet. Im Jahr 2009 wurde darüber hinaus der an das Shikahogh-Reservat angrenzende Arevik-Nationalpark von der armenischen Regierung eingerichtet.

## Fauna
Die Tierwelt des Reservats wurde noch nicht eingehender analysiert, doch kommen Wölfe, Bären, Rotfüchse, Wildkatzen, Rehe, Dachse und Wildziegen im Reservat vor. Der Leopard gilt als ausgestorben.
Unter den Vogelarten sind Kaspikönigshuhn, Bartgeier und Gänsegeier zu nennen. Kaukasische Felseidechsen (Gattung Darevskia) kommen in Shikahogh häufig vor und sind durch verschiedene Arten vertreten.

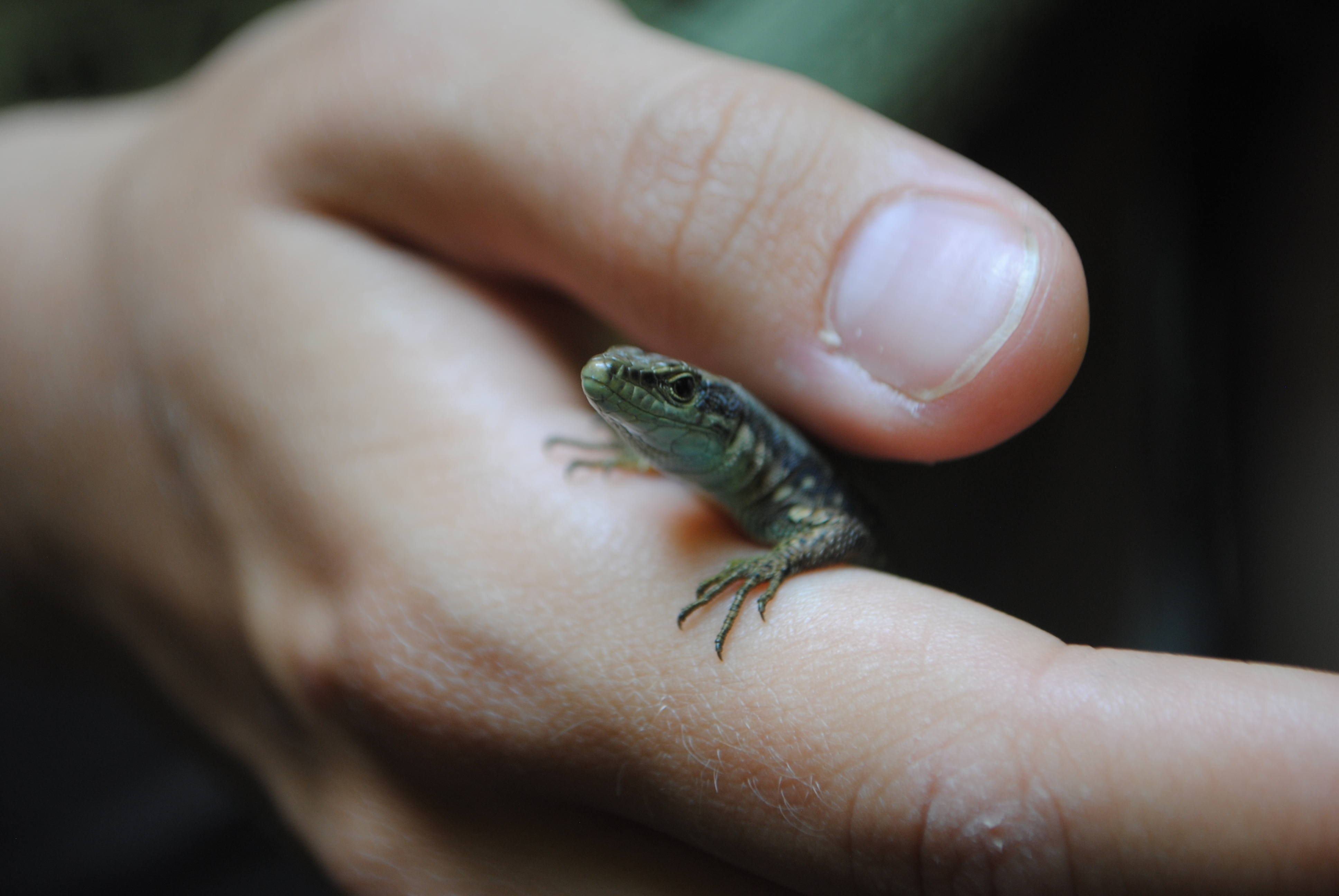
Kaukasische Felseidechse

## Bedrohung
Die armenische Regierung plante, eine Straßenverbindung in den Iran direkt durch das Schutzgebiet zu legen. Dieses Vorhaben konnte im Jahr 2005 abgewendet werden, obwohl bereits mit den Bauarbeiten begonnen wurde. Beim Besuch des Reservats im August 2016 berichtete ein Ranger, dass der Wildschweinbestand in den letzten zwei Jahren durch die afrikanische Schweinepest drastisch zurückgegangen sei. Dies habe auch Auswirkungen auf das Jagdverhalten der Wölfe verursacht, sodass diese nun vermehrt Rehe jagen.